# Synergistota
Synergistetes, Synergistales, Synergistaceae
Embranchement
Classe
Ordre
Les Synergistota (anciennement Synergistetes) sont une phylum de bactéries, comprenant la seule classe des Synergistia, le seul ordre des Synergistales, et depuis 2023, quatre familles au lieu de la seule des Synergistaceae jusqu'alors.

## Taxonomie
Le nom correct complet (avec auteur) de ce taxon est Synergistota Jumas-Bilak et al. 2021.
le genre type est Synergistes Allison et al. 1993.

### Synonymie
Synergistota a pour synonymes :
- Synergistaeota Oren et al. 2015
- Synergistetes Jumas-Bilak et al. 2009
- Synergistota Whitman et al. 2018

### Étymologie
L'étymologie du nom de ce phylum se décompose ainsi : Syn.er.gis.to’ta. N.L. masc. n. Synergistes, genre type du phylum; L. neut. pl. n. suff. -ota, suffixe définissant un phylum; N.L. neut. pl. n. Synergistota, le phylum de Synergistes.

## Classification
Selon la LPSN (11 mai 2025), la nouvelle classification est la suivante :
Synergistota
- Synergistia
  - Synergistales
    - Synergistaceae
      - Acetomicrobium
      - Aminivibrio
      - Aminobacterium
      - Aminomonas
      - "Candidatus Caccocola"
      - "Caenicola"
      - Cloacibacillus
      - "Candidatus Equadaptatus"
      - Fretibacterium
      - Lactivibrio
      - "Pacaella"
      - Synergistes
      - Thermanaerovibrio
      - Thermovirga

    - Aminiphilaceae
      - Aminiphilus

    - Aminithiophilaceae
      - Aminithiophilus
      - Aminirod

    - Dethiosulfovibrionaceae
      - Dethiosulfovibrio
      - Jonquetella
      - Pyramidobacter
      - Rarimicrobium

## Liste des classes
Selon LPSN (11 mai 2025), le phylum Synergistota ne contient qu'une seule classe :
- Synergistia Jumas-Bilak et al. 2009

## Liste des familles
Selon LPSN (11 mai 2025) :
- Aminiphilaceae Pradel et al. 2023
- Aminithiophilaceae Pradel et al. 2023
- Dethiosulfovibrionaceae Pradel et al. 2023
- Synergistaceae Jumas-Bilak et al. 2009